# Marionina magnifica
Marionina magnifica är en ringmaskart som beskrevs av Shurova 1978. Marionina magnifica ingår i släktet Marionina och familjen småringmaskar. Inga underarter finns listade i Catalogue of Life.